# Франсіско Хав'єр Гонсалес Муньйос
Франсіско Хав'єр Гонсалес Муньйос (ісп. Francisco Javier González Muñoz, нар. 1 лютого 1989, Кордова), відомий як Фран  Гонсалес (ісп. Fran González — іспанський футболіст, захисник. 

## Ігрова кар'єра
Народився 1 лютого 1989 року в Кордові. Вихованець юнацьких команд футбольних клубів «Сенека» та «Реал Мадрид».
У дорослому футболі дебютував 2008 року виступами за другу команду «Альмерії».
Згодом протягом першої половини 2010-х грав за низку команд третього іспанського дивізіону. В сезоні 2012/13 включався до заявки вищолігового «Реал Сарагоса», проте грав лише за його другу команду у тій же Сегунді Б.
2015 року уперше попрямував грати за кордон, приєднавшись до кіпрського «Ерміса». Наступного року пограв у Таїланді за «Паттая Юнайтед», після чого перейшов до польської «Битовії».
Протягом 2018–2019 років грав за гонконзький «Лі Ман», звідки перебрався до Індії, де захищав кольори клубів «Мохун Баган», «Бенгалуру», а з 2021 року — «Реал Кашміра».

## Титули і досягнення
- Переможець І-Ліги (1):

«Мохун Баган»: 2019-2020